# 心岳寺

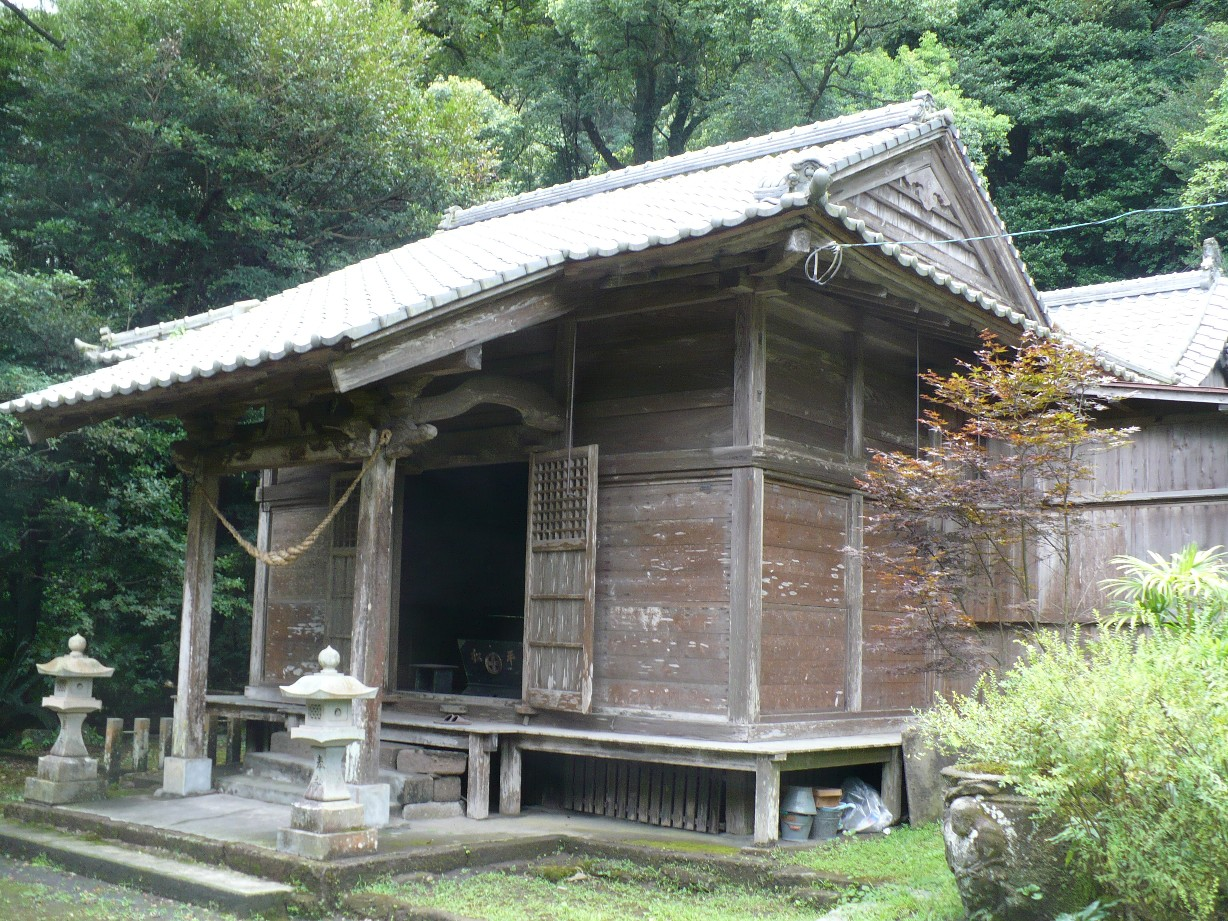
平松神社拝殿

心岳寺（しんがくじ）は、かつて大隅国姶良郡帖佐郷脇元村竜ヶ水（現在の鹿児島県鹿児島市吉野町）に存在した曹洞宗の寺。釈迦如来を本尊とした。廃仏毀釈で廃絶し、現在では神道の平松神社として現地に所在する。

## 沿革
島津氏16代当主義久は豊臣秀吉の九州征伐で降伏したが、その際に義久の弟である歳久が秀吉に対して反抗的な態度をやめなかった。これを不服と感じていた秀吉は文禄2年6月（1592年7月）に勃発した梅北国兼の乱の首謀者を証拠の有無を問わず歳久であると定め、義久に歳久の首を自らに献上するよう命じた。歳久の一行は鹿児島湾上を航行中に竜ヶ水付近で追手の船に囲まれ、歳久は海岸に上陸し自らの家臣と共に自害に追い込まれた。歳久の首は秀吉の命令によって京都の一条戻橋に晒されたが、程なく持ち去られ秘密裏に京都の浄福寺に埋葬された。
秀吉が死んだ直後の慶長4年（1599年）の春に義久によって歳久の最期の地に菩提寺が建立され、歳久の戒名の一部を取って心岳寺と号された。因みに心岳寺は曹洞宗で、福昌寺の末寺として抱巌竜強和尚により開基された。明治3年（1870年）に寺号を廃して神社へ改め、平松神社となった。
歳久は福昌寺で供養された。歳久の遺体は最初帖佐の総禅寺に埋葬されたが、心岳寺の創建に合わせて心岳寺に改葬され、後に浄福寺の遺体もこれに合一された。さらに改葬され現在では心岳寺とは別の場所に墓所がある。家臣の墓所は心岳寺にある。
歳久は「戦の神」として祀られた一方、切腹の際に中風のために刀が握れず傍らの石を握って自害しようとしたといい、そのときに「女もお産の時に苦しい思いをするであろう。自分の死後はそういった女の苦しみを救ってやろう」と言ったとされる逸話から、「安産の神」としても信仰される。

## 心岳寺と西郷隆盛入水
幕末の将軍継嗣問題の頃、西郷隆盛は一橋派だった島津斉彬の部下として京都で一橋慶喜が将軍を継承する内容の内勅降下工作を行った結果、安政の大獄に基づく捕縛対象となった。島津斉彬の急死によって薩摩藩の実権を再び手にした島津斉興は、幕府の公式干渉前に藩内での処分を欲し、西郷及び京都から同行していた同志の勤皇僧月照に「東目（藩外の日向地域）送り」（言葉の上では藩境からの追放ではあるが、実際上は道中での不慮死を装った処刑）命令を下した。
西郷隆盛は護送船の中で、夜闇の岸に一つだけある明かりを質問した月照に対し、歳久の故事を話し絶望的な現状を伝えた。両名は夜の竜ヶ水沖で船上から入水自殺を決行した。突発的な事態発生に藩は二人を救助したが、西郷は蘇生したものの月照は蘇生しなかった。西郷は変名を用い奄美への遠島処分という形で身を隠し、幕府の追手は二つの墓を見て両名死亡と判断し西郷への捕縛処刑を断念した。桜田門外の変による井伊直弼の死によって西郷は再び中央政界に引き戻されることとなる。西郷は奄美から帰還した時には既に、この自らを歳久に擬えた行動によって藩内の支持者から伝説の不世出の指導者とされていた。西郷のカリスマ伝説の一つとしてこの入水事件は語られる。

## 心岳寺詣り
歳久の人気は江戸時代を通じて地元では絶大なものがあり、島津忠良菩提寺の加世田日新寺、島津義弘菩提寺の妙円寺と共に心岳寺に詣でることが大流行した。それぞれの命日にそれぞれの菩提寺に詣でるこの習慣は「鹿児島三大詣り」と呼ばれた。戦後間もなくまで歳久の命日には平松神社に参拝者が絶えなかったが、戦の神ということもありその後は急速に衰え、現在では妙円寺詣りだけが盛大に挙行されている。これを惜しみ伝統行事及び青少年鍛錬として心岳寺詣りを山下り（後述）も含めて復活させようという試みもある。
特に江戸時代、郷中と呼ばれる薩摩藩内の青少年自助組織によって挙行された三大詣りは、実際は「お参り」というより鹿児島市から夜を徹して長距離を徒歩行軍し目的時間に到達する「軍事教練」に近いものであり、特に心岳寺への道は江戸時代までは海岸沿いの街道（磯街道、現在の国道10号）及び鉄道（日豊本線）は全く無かったために西側の裏山から断崖絶壁を下るという厳しいものであった。この郷中教育の中で指導者とされ頭角を現したのが西郷隆盛であった。
1908年（明治41年）に、神社の前を通る日豊本線に心岳寺仮乗降場が開設され、祭礼の時などに臨時乗降場として列車が停車するようになった。心岳寺参りの衰退により1967年（昭和42年）に廃止となっている。